# Piaggine
Piaggine är en ort och kommun i provinsen Salerno i regionen Kampanien i Italien. Kommunen hade 1 304 invånare (2017).